# Casio VL-1

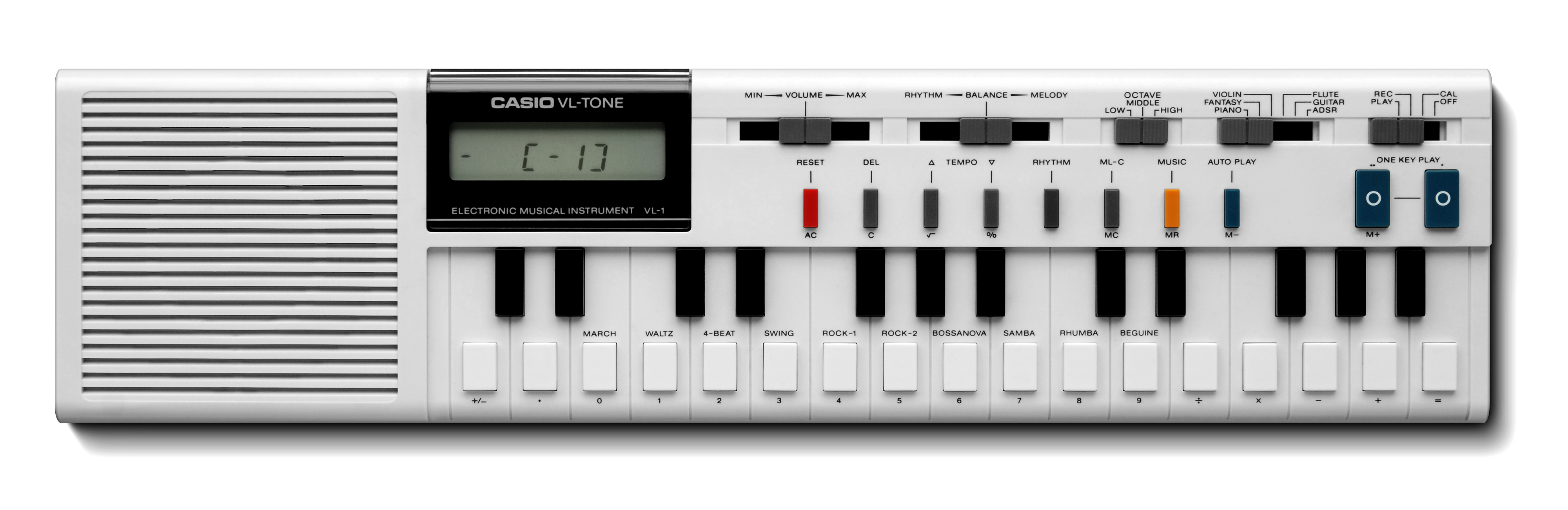
Casio VL-1

Der Casio VL-1 (auch bekannt als Casio VL-Tone) war der erste Synthesizer des japanischen Unternehmens Casio aus der VL-Reihe. Dieses sehr preisgünstige Instrument (Preisempfehlung in Deutschland 149 DM) wurde von 1981 bis 1984 hergestellt. Einer der vier Kashio-Brüder, die Casio 1946 gründeten, entwickelte den sehr kostengünstigen LSI-Chip, der zur Musikerzeugung genutzt wurde. Auf Drängen des Managements der Firma Casio wurde die Funktionsarmut des Chips durch einen eingebauten Taschenrechner kompensiert.
Das Gerät gilt als Kult-Instrument, da es besonders einfache Töne erzeugt. Aus diesem Grund wird das Instrument bis heute von namhaften Künstlern verwendet, darunter Human League, Stevie Wonder, Robbie Williams und insbesondere Trio. Dabei spielt der Wiedererkennungswert des Grundklangs eine besondere Rolle.

## Klang

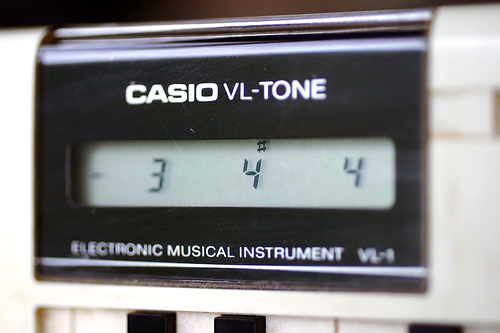
Display des Casio VL-1

Das Casio VL-1 verfügte über fünf fest programmierte Instrumente:
- „Piano“ (Klavier)
- „Fantasy“
- „Violin“ (Geige)
- „Flute“ (Flöte)
- „Guitar“ (Gitarre)

Bei den Klängen handelt es sich um Abstraktionen realer Instrumente. Eine ADSR-Hüllkurve ist ebenfalls integriert.
Über einen Schieberegler lassen sich alle Klänge auf insgesamt 4 Oktaven (+ eine große Terz) spielen. Die Drucktasten-Klaviatur selbst umfasst zwei Oktaven + eine große Terz (29 Tasten). Da das Casio VL-1 nur über einen einzigen Klangmodulator verfügt, lassen sich nur einzelne Töne erzeugen (Monophonie), jedoch keine Mehrklänge wie Akkorde (Polyphonie).
Über einen per Schraubendreher bedienbaren, im Gehäuse versenkten Regler auf der Rückseite lässt sich das Instrument um einen Halbton höher oder tiefer stimmen.

## Rhythmus
Das Casio VL-1 verfügt über zehn fest programmierte Rhythmen:
- March
- Waltz
- 4-Beat
- Swing
- Rock-1
- Rock-2
- Bossanova
- Samba
- Rhumba
- Beguine

## Sequencer
Der Speicher des eingebauten Sequencers fasst 100 Noten, die wahlweise in Echtzeit oder Schritt für Schritt eingegeben werden können. Eine nachträgliche Korrektur kann sowohl beim Tempo als auch bei der Tonhöhe und dem gewählten Klang erfolgen. Auch ein nachträgliches Einfügen von Noten ist möglich. Das Abspielen erfolgt als Auto Play oder mit dem Drücken von einer oder beider blauen großen Tontasten (One Key Play). Zur Echtzeit-Aufnahme kann auch einer der eingebauten Rhythmen als Timing-Hilfe abgespielt werden. Das Tempo ist ebenso wie der Rhythmus nachträglich im Tempo variierbar.

## Taschenrechner
Der Taschenrechner-Modus erlaubt einfache Funktionen eines üblichen Taschenrechners mit maximal achtstelligen Zahlen. Die Bedienung erfolgt über die Klaviatur.

## Verwendung des Casio VL-1
Insbesondere die deutsche Band Trio machte 1982 das Casio VL-1 populär, als sie es in dem Welthit Da da da verwendete. Der Rhythmus dieses Songs ist zu erreichen, indem am Casio VL-1 das Preset „Rock-1“ abgespielt wird. Auch andere Musiker verwendeten das Instrument, beispielsweise Robbie Williams in Rudebox, The Fall in The Man Whose Head Expanded, Human League in Get Carter und Fergie in Clumsy. Außerdem ist das VL-1 in Werner Nekes’ Film Johnny Flash (1986) zu sehen. Da der Hauptfigur die große Technics-Orgel zu teuer war, kaufte sie sich das VL-1.